# Pseudanthias randalli
Pseudanthias randalli es una especie de peces de la familia Serranidae en el orden de los Perciformes.

## Morfología
• Los machos pueden llegar alcanzar los 7 cm de longitud total.

## Hábitat
Es un pez  de mar de clima tropical y asociado a los  arrecifes de coral que vive entre 15-70 m de profundidad.

## Distribución geográfica
Se encuentra desde las Filipinas hasta Niue e Islas Ryukyu.